# Art nouveau

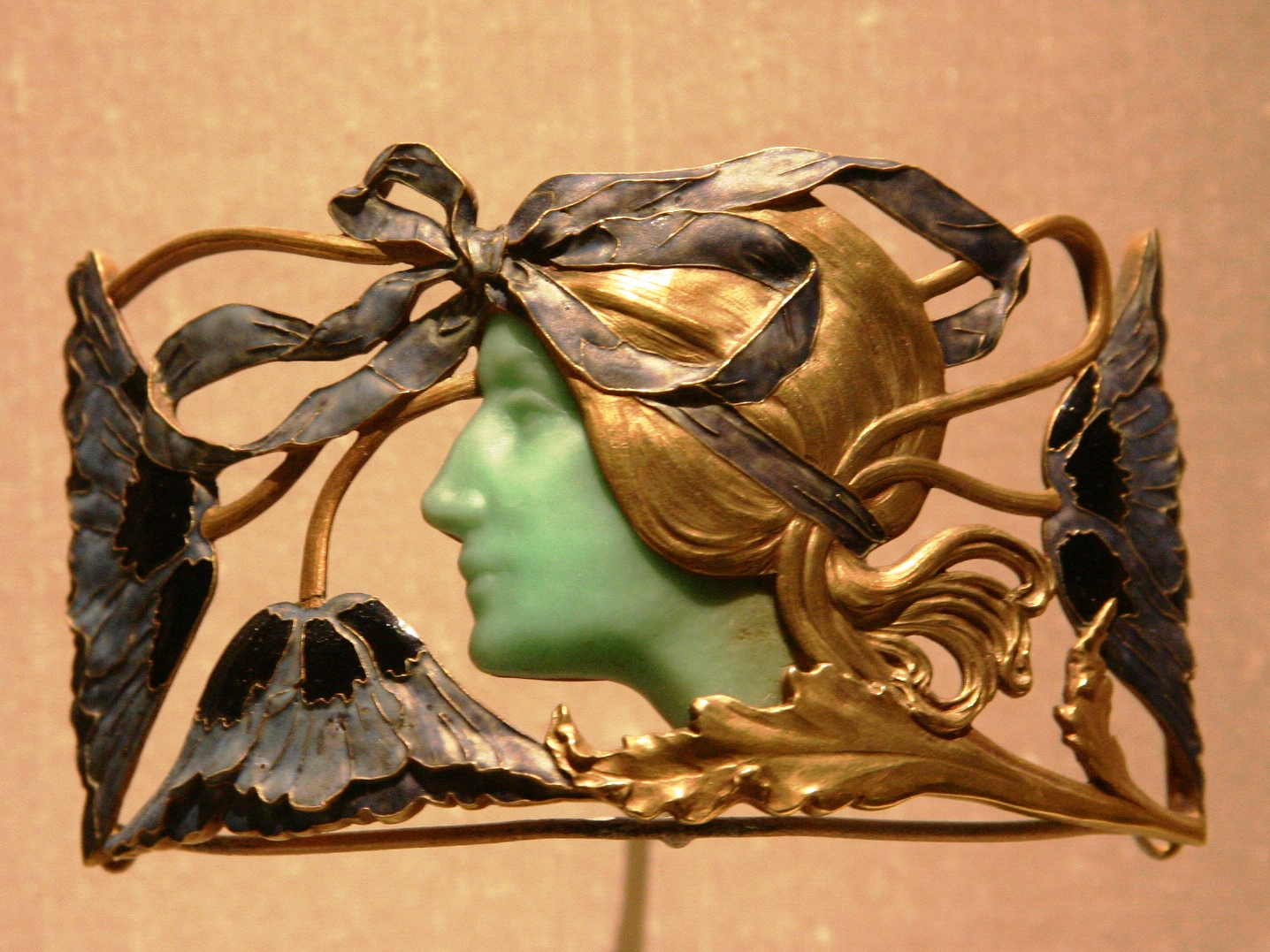
René Lalique: Bross női fejjel

A nemzetközileg általánosan használt Art Nouveau magyarul: „Új Művészet”. A kifejezés tartalmában a 19–20. századforduló idején feltűnt, meghatározott tartalommal és megjelenéssel rendelkező szellemi irányzatot nevesíti. Az általános magyar szóhasználatban e fogalomra – pontatlanul – annak egy területileg és tartalmában körülhatárolt részének elnevezését, a szecessziót  használják. Amennyiben csak felszínesen is figyelmet fordítunk az Új Művészet (Art Noveau) és változatainak (szecesszió stb.) jellegzetességeire, kitűnik, hogy  "tulajdonképpen nem csupán egy művészeti törekvés, hanem egy új kulturális stádium; az ipari forradalom társadalmának intellektuális tükröződése fogalmával van dolgunk".

## Társadalmi környezet, Előzmények
„...Az új művészet ambivalenciája, többarcúsága és változékonysága (amit eltérő nevei is mutatnak) nem szeszélyből fakad, hanem a stílust életre hívó (társadalmi) helyzetből. Egyszerűen fogalmazva, ez az ambivalencia a művészet és a technikai fejlődés disszonanciájának a következménye, amely a 19. század során egyre nyilvánvalóbbá vált, és egyre égetőbben igényelt valamilyen szellemi-társadalmi kifejezést és megoldást. Erre 1900 körül érkezett el a pillanat. A feszültség az alkotó energia nagy hatású és kiterjedésű robbanásához vezetett.”(K. J. S.)
A 19. századvég a technikai forradalom kiteljesedésének megjelenítésének időszaka, amely a gépi tömegtermelést, a kézművesség hanyatlását, a társadalom széleskörűen: szegények és szűk körűen: gazdagok rétegeire bomlását, a gép (technika) nimbuszát és a humán kultúra háttérbe szorulását eredményezte. A kialakult társadalmi (gazdasági, politikai, kulturális) feszültségek feloldására számtalan mozgalom aktivizálódott.
John Ruskin (1819–1900) már a 19. század közepén meghirdette a visszatérést a kézművességhez és egyfajta spiritualizmushoz, mint ami az ipari civilizáció sivárságának ellenszere. Az ő nyomdokain járó ír származású William Morris (1834–1896) olyan művészetről álmodott, amely mindenkié és mindenütt jelen van. Így született meg az „Arts and Crafts” (művészi kézművesség) mozgalom. A tradicionális formákba bújtatott gépi tömegtermékekkel szemben az esztétikai (művészi) értéket is hordozó kézműves eszközök, használati tárgyak termelését hirdette. Programjuk szerint e tárgyak értékét a használati cél (eszközfunkció), az előállítási mód (kézműves technika) és művészi hatás (megjelenési mód, esztétikum) együttes érvényesülése képezi. Annak ellenére, hogy a mozgalom kedvező társadalmi fogadtatásban részesült, s valóban értékes termékek jöttek létre, a mozgalom csakhamar kifulladt, (a kézműves termékek költséges előállításuk miatt a társadalom széles rétegei számára elérhetetlenek (de legalábbis a tömegcikkekkel szemben versenyképtelenek) lévén, végül is csupán a társadalmi elit „divattermékei”-vé lokalizálódtak.
Amit ma általában – és pontatlanul – szecessziónak nevezünk, a maga korában más-más helyen és más-más néven jelentkezett, és nem pontosan ugyanazt jelentette a különböző társadalmi, gazdasági helyzetű és igen eltérő nemzeti sajátságokkal rendelkező országokban, illetve régiókban.
Az Art Nouveau-t, vagyis az új művészetet  „egyrészt az ipari civilizáció elleni fellépésnek tekinthetjük”, melynek esztétikája a szimbolizmus gondolatvilágában gyökerezik, „másrészt a természet formavilágához való közeledésnek”. Ezt a két indítékot Arthur Heygate Mackmurdo (1851–1942) tárta fel. Szerinte „a művészet nem törekedhet a természet utánzására, hanem olyan imaginatív alkotótevékenység, amely a természetben keresi szimbólumait; az akadémizmus és a historizáló eklektika mesterkéltségével szemben” és felszabadulást akar hozni az élet és az őszinteség nevében.
A mozgalom belső sokrétűségére jellemző, hogy míg Morris „mindenki művészetének” tulajdonképpeni társadalmi funkciójára alapoz, ugyanakkor az angol esztéticizmus fő teoretikusának, Walter Petersnek (1839–1894) elveit is befogadja, aki szerint „a művészet önmagáért van, nem feladata a társadalmi problémák tükrözése”. Charles Voysey (1857–1941) építész pedig szintén Morrisnak, az eklektika dagályossága elleni elve szerint, világos, eszköztelen stílusával szinte már a racionális építészet előfutárának tekinthető.
Az Angliában nagy jelentőségűvé vált esztéticizmus a kontinens országait és térségeit sem hagyta érintetlenül. Ez a hatás azonban csak vázát képezte a területenként – sokszor csak városokra koncentrált – építészeti-művészeti, iparművészeti, vagy művészetelméleti gyakorlatnak. Az Art Nouveau lényegéhez tartozó jellege – vagyis a művészeti ágak egymásba játszása – az irányzat európai pályafutása során kristályosodott ki és ezért nehéz a szecessziós építészetről, vagy iparművészetről, beszélni. Ezt példázza a magyarországi gödöllői művésztelep is, jelezve, hogy nem célszerű a technikák, vagy ágazatok szerinti hagyományos csoportosítás. Az Art Nouveau európai pályafutásának másik jellemzője, hogy határozottan regionális színezetű, az egyes nemzeti (például magyar), regionális (például orosz), – esetenként etnikai (például barcelonai) színezetet is magába szív. Ezért csupán általános keretként értelmezhetjük az Art Nouveau-nak egyes országok szerinti tárgyalását, hangsúlyozva, hogy a létrejött alkotások jellege (stílusa) területileg (etnikailag, stb.) mindenkor konkrét.

## A fogalom lexikális meghatározása
A fogalomkör pontos tartalmi kodifikálása helyett annak művészeti stilisztikai jellemzőit domborítják ki. Az egyes területeken, országokban feltűnt, kialakult formai-esztétikai (esetenként szerkezeti vagy funkcionális) jellegzetességeit írják le, értelmezik. Ezért az új művészet különböző területi, etnikai, stb. körülmények közt kialakult elnevezéseit helytelen lenne csupán azonos tartalmú, más nyelvű szóazonosságnak tekinteni  – Franciaországban: „Art Nouveau" vagy „style Guimard", Belgiumban ugyancsak „Art Nouveau", Angliában: „Art Nouveau" vagy „Modern Style", az Egyesült Államokban: ugyanígy „Art Nouveau" vagy „Modern Style" esetenként "Tiffany Style", Németországban: „Jugendstil", Ausztriában: „Sezession", Magyarországon: „Szecesszió", Olaszországban: „Stile Liberty", Barcelonában valamint Valenciában "Modernisme", Spanyolország többi részén: „Modernismo", Latin-Amerikában: úgyszintén „Modernismo".  
Ennek a szócikknek éppen az a feladata, hogy ezeknek a kifejezéseknek a tartalmi (esetleg formai, vagy más) különbözőségét is elemezze. A huszadik század második felétől fellendült ilyen irányú nemzetközi művészettörténeti kutatások, biztató eredményei bár még nem teljes, de iránymutató lehetőséget adhatnak e célhoz. A viszonylag kis számú, és főleg korábbi berögződésekre alapozó hazai szakirodalom mellett egyre szaporodó és egyre könnyebben elérhetővé váló friss szellemű nemzetközi szakirodalom is biztató lehet. 
lásd:
- art nuoveau: [ár nuvo] (fr.: új művészet) a szecessziós stílus (Jugendstil) 1895–1910) francia elnevezése.[6]
- szecesszió (latin: kivonulás) : a művészettörténetben azoknak a művészcsoportoknak a mozgalma, amelyek kiválnak a már meglevő egyesülésekből, hogy saját művészi céljaikat kövessék. Ilyen volt a müncheni szecesszió (1892), a bécsi szecesszió (1897), berlini szecesszió (1899).
- szecessziós stílus: a historizáló stílusok (historizmus) ellenhatásaként kialakult képzőművészeti, iparművészeti, építészeti stílus, kb. 1890–1910 között. Általában a bécsi szecesszió stílusát nevezzük így, amely a német Jugendstíl legkifinomultabb változata. Ornamentikáját természeti formákból merítette; stilizált, dekoratív lendületes vonalvezetésű fő motívumai: vízi növények, állatok és hullámok. Kedvelt színei: lila, szürke, rózsaszín, májszín, olajzöld. (Lásd még: art nouveau, style1900.) Fő képviselői a festészetben Max Klinger (1857–1920), F. Hodler (1853–1917), Gustav Klimt (1862–1918), az iparművészetben Walter Crane (1845–1915) stb.
- jugend-stílus: a historizmus ellenhatásaként létrejött képzőművészeti irányzat (kb. 1896–1910) német elnevezése. A Münchenben megjelenő Jugend művészeti folyóiratról kapta a nevét. Célja egy új, növényi elemeket stilizáló lineáris kompozíciójú díszítési rendszer alkotása volt, minden régi elem elvetésével. Az irányzat annaki idején erősen befolyásolta az iparművészetet, a használati grafikát, a női divatot, a bútorstílust, sőt helyenként az építészeti dekorációt és a festészetet is; a szobrászatban csak igen kis mértékben jelentkezett. Ausztriában és Magyarországon szecessziós stílusnak, * Franciaországban art nuoveau-nak nevezték.

## Az Új Művészet nemzeti (térségi) kibontakozása és jellemzői
A megfogalmazás elemzése szűk látókörű lenne, ha csupán a művészetről és a jobb életkörülményekről alkotott elgondolások együttesének látnánk. Egyébként is: nem tartott sokáig. Legkiemelkedőbb művelői – amennyiben sikerült túlélniük az első világháborút – az újabb irányzatok elindítóivá, művelőivé váltak. Az  Art Nouveau-nak, mint tünékeny jelenségnek, több központja volt. A steril, aprólékos művészetelemzéstől eltérően, topográfiailag vizsgálva látható, hogy az új kezdeményezések nem annyira a nagyvárosokban jelentkeztek, mint inkább az akkor jelentéktelenebbnek számító helyeken. Például Glasgowban, a franciaországi Nancyban, a németországi Darmstadtban vagy Weimarban, Münchenben, a Párizs árnyékzónájában levő Brüsszelben, a spanyol/baszk Barcelonában és Helsinkiben, vagy a kiegyezéskori Magyarország vidéki városaiban. Emellett tény, hogy sok minden történt a fővárosokban: Párizsban, Bécsben, s Berlin is kivette a részét, ám London jóformán alig, Madrid pedig egyáltalán nem.

### A távoli Amerikában (Szóhasználat: Art Nouveau)
Furcsa módon - több minden történt Chicagóban, mint New Yorkban, ahol pedig kedvezőbbek voltak a feltételek. A vidék tehát nemcsak részt vállalt az új mozgalom felkarolásában, hanem neki jutott a döntő szerep. A vidéki városok – voltaképpen helyzetüket kihasználva – befogadóivá váltak ennek az egyébként olyan „emelkedett stílus”-nak. Pedig az Art Nouveau, mely a szociális reformok iránti érzékenysége ellenére, inkább a nagyvárosi, kifinomultabb ízlésvilágú és kellően vagyonos polgárokra számíthatott valójában.

### Anglia (Szóhasználat: Art Nouveau)
A szigetországban az eszéticizmusból szinte észrevétlenül alakult ki az új irányzat (szecesszió). Nagy egyénisége a skót származású Charles Rennie Mackintosh (1868–1928), aki zömében Glasgowban tevékenykedett. Fő jellemzője az anyag és a különböző technológiák tisztelete és az a felfogása, hogy az építészet feladata a terek létesítése. Ez az Arts and Crafrts elveiből és abból származik amit a kézműves érez a természetes anyagok és azok megmunkálási folyamata iránt. Szinte vallásos áhitatot érez a kő iránt.
- Glasgow: A kilencvenes években a "glasgowi négyek" vezéralakja Mackintosh, s ide tartozik leendő felesége, Margaret Macdonald eteik, de a kontinensen 1900-ban (Bécsben, Torinóban és Moszkvában) rendezett kiállításaik nagy sikert arattak. Mackintosh főműve, az 1897-ben épített School of Art, melyen teljes pompájukban érvénesülnek a nagy sima falfelületek. Figyelemre méltó az a nagy gondosság, amivel a fát, a vasat és az üveget kezeli. Térfelfogásának érvényesülése az intézmény könyvtárán ismerhető fel. Feltehető, hogy ő volt az első építész, aki elválasztotta a homlokzatot a belső szerkezettől.
- Kiemelkedő alkotók: Charles Rennie Mackintosh, Margaret Macdonald Mackintosh, Frances Macdonalds (..), Herbert MacNair(..), Henry Hobson Richardson, Arthur Heygate Mackmurdo, Richard Norman Show
- Jelentős alkotások: School of Art (1897.C.R.M.) >>>>

### Franciaország (Szóhasználat: Art Nouveau)
Bármennyire regionális jellegű is az új művészetet, a kontinensbeli fejlődéséhez Franciaország – és benne Párizs – igen jelentős szerepet vállalt. Az ország ipari-gazdasági élvonalbeli jellege, másrészt a már legalább évszázados, permanensen forrongó, minden újításra élénken reagáló művészeti légköre kényszerítette ki.
"...Az 1890-es évek két újdonsággal lepték meg a világot: a mozival és az Art Nouveau-val (francia szecesszióval). Nem idegenek egymástól, hasonló célokat tűztek ki, s vágyaik is közel álltak egymáshoz.
A mozgó kép és a mozgalmas stílus a maga módján egyaránt a technika korának szülötte: közvetlenül általa teremtődtek, közvetve pedig a kifinomultság utáni vágy öltött testet bennük. Mindkettő szavak nélkül, ám kifejező kommunikációs eszköztárral szólította meg a közönséget, a film némileg harsányabban, az esztétikai stílus pedig olykor naivnak, máskor nyíltan közönségesnek tetszett. Mindkettő vágyta a népszerűséget. A közös lendítőerőt a mozgás iránti elragadtatásban lelhetjük fel"...(KJS.)
- Párizs: Ez a város a francia szecesszió számára részben megjelenési fórumot (1900-as világkiállítás, létesítményeivel,és az eseménysorozattal), továbbá művészetelméleti előképet nyújtott (az impresszionisták találtak elsőként esztétikailag kielégítő formát a „tünékeny”-nek és mindannak, ami nem zárható szilárd körvonalak közé). A nemzetek kiállítási pavilonjaiban rendre megjelentek a különféle „nemzeti szecessziók”, és kezdettől fogva a figyelem középpontjában állt. Ez ösztönzően hatott, de egyúttal végzetes módon ki is szolgáltatta a közvéleménynek, közvélemény-függővé vált. Ez olyan határozott irányváltást adott, hogy hatása még a szecessziót követő stílusirányzatokban is meghatározó elemmé vált. A kiállítási hajsza, az egyszeri, de hatásos (esetenként harsány) megjelenítés, a látvány „tünékenysége” végleges nyomot hagyott a stíluson.
- Jelentős alkotók: Georges Chedanne, Hector Guimard, Charles Plumet, Eugéne Gaillard, Lucien Gaillard
- Jelentős alkotások: Castel Béranger (1897.H.G.), A párizsi metró Jasmin és Ranelagh állomásai (1900.H.G.), bútortervek, lakberendezés (1900.H.G.), Le Parisien szerkesztősége (1903.G.Ch.), Bútortervek (1900.G.Ch.), ékszer (hajtű) (1906.L.G.), ülőbútor (1900.E.G.)
- Nancy: A vesztett porosz–francia háború után, az elcsatolt területek miatt peremvárossá lett, ami olyan előnyhöz juttatta, hogy az elcsatolt területek emigránsai – főleg tehetősek és jó szakemberek – a városban telepedtek meg. A betelepült értelmiségiekkel a kulturális élet is fellendült. Jó minőségű és keresett árucikkeket gyártottak (bútorok, üvegtárgyak, luxuscikkek) Az üvegművészet az időszak alatt az új művészet egyik kiemelkedő ága. A lotaringiai üvegek finomságban elmaradtak ugyan a Tiffany-áruktól, de jobban igazodtak a polgári ízléshez. A bútoroknál főként a felületi díszítésre fektettek hangsúlyt és hagyományos elemeket korszerűekkel kevertek.
- Jelentős alkotók: Auguste Daum, Jacques Gruber, Emile Gallé, Louis Majorelle, Albert Louis Dammouse, Lucien Falize – ötvösművész, Henri Vever – ékszerész, René Lalique – üvegművész
- Jelentős alkotások: krókuszmotívumos váza (1900.E.G.), asztal (1900.E.G.), lótuszlámpa (1900.J.D.), üvegkancsó (1900.E.G.), kikericsdíszes váza (1899.E.G.), háromrészes paraván (J.G.), a Café de Paris berendezése (1899.L.M.))

### Belgium (Szóhasználat: Art Nouveau)
A Belga Királyság 1831-ben vált függetlenné, de az országon belüli megoldatlan nemzetiségi viszonyok bonyolították a társadalmi, politikai életet. A tehetős brüsszeli körök frankofil felsővárosi és kereskedő-iparos vallon alsóvárosi etnikumot képeztek. A polgárság mellett a századfordulón ehhez élénk munkásmozgalom társult.
- Brüsszel: a jellegzetes belga közéletben fővárosi pozíciójának megerősítésére törekedett, s ehhez befogadójává vált az új eszméknek és művészeti törekvéseknek is. Brüsszel nyitott, (sok külföldi-) internacionális lakossága, valamint jelentős ékszer-kereskedelmi jellege a szecessziós építészet mellett ösztönző hatást gyakorolt a belsőépítészeti-, bútor-, dísztárgy- és ékszerkészítés művészeti ágaira is. A helyi művészeti tevékenység az angol Arts and Crafts mozgalom hagyományainak továbbfolytatója (főleg V. Horta műveiben).
- Kiemelkedő alkotók: Paul Hankar, Gustave Serrurier-Bovy , Victor Horta , Henry van de Velde, Philippe Wolfers, Frans Hoosemans
- Kiemelkedő alkotások: Brüsszeli utcafront-terv (1900.k.P.H.), Üzletbejárat (1900.P.H.), Maison de Peuple (1897.V.H.), Tassel-palota (1893.V.H.), Grand Bazar (1903.V.H.), Wissinger-ház (1895.V.H.), Solvay-ház (1895.V.H.), von Eetvelde-ház (1897.V.H.), Dolgozószoba (1899.H.v.V), "Babszem-íróasztal" (1899. H.v.V.), Br. lakásbelső (1899.H.v.V.), Nyaklánc (1898.P.W.), Gyertyatartó (1900.F.H.), Gyertyatartó (1899.H.v.V)

### Németország (szóhasználat: Jugendstil)
- Berlin:
- München:

A korszakra jellemző általános társadalmi fellendülés Münchent éppúgy magával ragadta, mint a többi várost, de hatása itt kétarcú volt: nemcsak az újra és az ismeretlenre – vagyis többek közt az európai szecesszió müncheni változatára – gyakorolt élénkítő hatást, hanem a hagyományosra, a polgári neoklasszicizmusra is. Ami másutt időben követte egymást, az Münchenben párhuzamosan zajlott. A város polgárai minden új iránt nyitottnak bizonyultak, de semmit sem vittek túlzásba; Régi és új keveredése időnként különös dolgokat eredményezett. A századforduló művészeti reformmozgalmai közül feltehetően a müncheni volt a legnépiesebb. A „vulgáris Jugendstil” megindító példái jól bizonyítják, milyen könnyedén összhangba hozható az új művészet a polgári igényekkel. A bajor főváros polgárai meghitt kapcsolatban éltek a múzsákkal, s ezért a provokatív műalkotásokat valószínűleg puszta tréfának tekintették. A város polgárai minden új iránt nyitottnak bizonyultak, de semmit sem vittek túlzásba; a kedvelt régi dolgokat nem áldozták fel az új kedvéért. A műalkotások közérthetőek voltak, egyszerűek és tetszetősek. A fenséges és emelkedett iránti tisztelet hiánya ártalmatlan volt, s ma már a művészi demokratizmus megnyilvánulásaként is értékelhető lenne. Ez a nyitott művészi konzervativizmus a város múltjával magyarázható. München – mint politikai periféria – mentes maradt a Vilmos-kor historizmusának vadhajtásaitól; a 19. század végi iparosodás nem rombolta szét az értékeket. A növekedés egyenletes volt, a város öntudata nem szenvedett csorbát. A polgárok megengedhették maguknak a kényelmes szemlélődést. Az iparosítás ellenére a városban összhangban maradt a gazdasági növekedés és az építészeti arculat. München elsősorban adminisztratív központ volt, de emellett a hagyományos iparágak is virágoztak. A kiegyensúlyozott fejlődés eredményeként a gazdaságban és a művészetben egyaránt a folytonosság uralkodott. Münchenben 1900 körül a művészeti fellendülésnek ezért természetesek voltak a gyökerei, nem mesterségesen hozták létre, mint Darmstadtban, és a gazdasági fejlődés szolgálatára sem kényszerült, mint Weimarban. 
- Építészet, városkép: A Münchenre jellemző mérsékelt historizmus hagyományát akkortájt Gabriel von Seidl építész (1848–1913) tartotta elevenen. Munkásságát a historizmusnak olyan fajta tartózkodó alkalmazása jellemezte, amely valójában újat nem teremtett, mégis nyitottabbá tett az új iránt. Theodor Fischer (1862–1938) Alkotásait nem kreatív eredetiség, hanem értéktartó visszafogottság jellemezte. Noha az 1900 körüli Németországban a Jugendstilt létrehozó művésznemzedékhez tartozott, művei ennek kevés jelét viselik. Franz von Stuck (1863–1928) is hagyományos stílusban építette híres villáját 1897–98-ban.Akkoriban természetes volt, hogy a művészek maguk tervezik házaikat. A művészek szinte kötelezőnek érezték, hogy műkedvelő építészként tevékenykedjenek. Így bizonyíthatták legnyilvánvalóbban, valamennyi művészeti ágban otthon vannak, s eleget tesznek a „Gesamtkunstwerk" (összművészet) hirdetett eszméinek., Néhány festő kizárólag erre ügyel¬ve, végül az „alkalmazott művészetnél" kötött ki. Ezek közé sorolható a müncheni Richard Riemerschmid is, (aki 1896-ban München mellett, Pasingban épített magának egyszerű falusi házat.). A Prinzregentenstraße két felét Theodor Fischer 1901-ben épített elegáns hídja kötötte össze (82. old.). Mindezt az 1899-ben emelt Békeangyal antikizáló emlékműve koronázta meg.[11]
- Építészeti ornamentika: München kulturált előkelőségéhez képest a századforduló új törekvései kifejezetten barbárnak tetszettek. 1897-ben August Endell szinte csatakiáltással riasztotta meg Münchent: az általa tervezett Elvira fényképész-műterem merész, minden szabályt elvető konstrukció. Új formanyelv vívta ki a maga jogát. Drámai összecsapás színhelye volt az akkoriban elkészült diadalút, a Prinzregentenstraße. Az utca alvégén az Elvira-műterem homlokzata megbotránkoztatta a polgárokat, a másik végén, az Isar túlpartján lévő dombon emelt Stuck-villa viszont megnyugtató ellentétként hatott.
- Szobrászat, plasztika: A svájci szobrász, Hermann Obrist már 1896-ban feltűnt Münchenben. (hímzések, kutak és emlékművek tervezése során alakította ki a természethez kötetlenül igazodó stílusát Díszítései hol tekervényesek vagy burjánzók, hol elfolyók és lágyak. A müncheni szecesszió legtöbb művésze Hermann Obrist befolyása alatt állt.
- Belsőépítészet, bútortervezés:
- Berendezési tárgyak:
- Grafika, tipográfia, sajtó: München neoklasszicista felszíne mögül előtűnt az új szellemiség, amely nemcsak az iparművészetben, de hamarosan az irodalomban, a kabaréban és a zenében is éreztette hatását. A folyóiratok közismertté tették az új szellemet, Dekorative Kunst (1899-től), amely elevenebb volt a Darmstadtban kiadott Deutsche Kunst und Dekoration-nál. A jellegzetes müncheni hang legtisztábban a Jugendban és a Simplicissimus-ban jelentkezett. Az előbbi folyóirat meglehetősen konzervatív volt, mégis ez adott nevet az irányzatnak (Jugendstil), az utóbbi főleg szatirikus rajzaival szórakoztatott. A Simplicissimus fordult a legélesebben szembe Észak-Németországgal. A „Simplicissimus" legeredetibb karikaturistája Bruno Paul volt. Thomas Theodor Heine gonosz tolla is talált kedvenc célpontokat: buldogok, patás ördögök, szerepelnek rajzain. Olaf Gulbransson stílusa közelebb áll Pauléhoz, rajzai finomabbak. A csípős hangnem az egész müncheni Jugendstilre jellemző. Az erőteljes vonalak, plasztikába kívánkoztak, s éppen ebben a műnemben születtek a legfontosabb művek.
- Kiemelkedő alkotók:Theodor Fischer, Gabriel von Seidl, Thomas Theodor Heine, Olaf Gulbransson,Bernhardt Pankok, Bruno Paul, Hermann Obrist, Bruno Paul, August Endell, Theodor Fischer, Franz von Stuck, Peter Behrens, Friedrich Adler,W. Magnussen, Scharvogel, Otto Eckman, Herman Gradl
- Kiemelkedő alkotások:Stuck-villa, Prinzregenthen-híd, Simplicissimus-karikatúrák, Pankok székek, Riemenschmid-bútorok, Obrist-szökőkutak, Behrens-tapéta, Bunter Theater-terv, Elvira-studió, Kamaraszínház belső terei, Müncheni népiskola,
- Darmstadt

Amíg Münchenben a város polgári társadalma és közéleti aktivitása vezette be – és éltette – a Jugendstil új művészeti – de tartalmi mélységében komplex társadalmi – korszakot, Darmstadt  esetében a kialakulás  mozgatórugója a helyi felső társadalom szintjétől indult. A helyi – meglehetősen kiegyenlítetlen – ipari fejlődéssel jellemzett gazdasági körülmények felélénkítését a helyi kézműipar fellendítésétől és propagálásától várták. Ernst Ludwig nagyherceg nemcsak művészetpártfogó volt saját városában, hanem önmaga is afféle művészlélek volt. Hogy országát felvirágoztassa és tekintélyessé tegye, jól jövedelmező megbízásokkal támogatta a kézműipart és kereskedelmet. Fiatal művészeket választott segítőül és hogy hírül adja szándékát, egy nagy ünnepséget rendezett. 1901 –ben. Ernst Ludvig nagyherceg  –  a Német művészet bemutatója  címmel szervezett kiállítása tulajdonképpen egy településtömb, a Mathildenhöhe beépítése és az ünnepség tulajdonképpen annak szabadtéri bemutatója volt. Ez egy teljesen új szellemben és stílusban fogant és felépített művészkolónia, a város központjától nem túlságosan távol. A kolónia központjába a hatalmas műterem-épület került, lazán körülölelve a művészlakásokkal. Az új szellem kialakulásában feltételezhetően szerepet játszhattak a nagyherceg személyes körülményei. Mivel a keménykezű császár kirekesztette az ország kormányzásából, a nagyherceg saját országára fordította minden figyelmét. Valószínűleg angliai példák nyomán döntött az 1901-es művészeti kiáltványáról, amely a saját otthon ideájának szellemében fogant .Bár az előzőkben jelzett kiállítás homlokterébe ugyan a művészeti cél került, s a kor rövidlátó kritikusai sem vették észre a program politikai üzenetét. Napjaink kritikusai szerint Darmstadtban, 1901-ben provinciális környezetben született meg a nem provinciális építészet. 
Mai szemmel nézve, nem túl meggyőző a letelepülő művészek kijelölése és kvalitása (2 festő és 2 szobrász). A kolóniának a már korábban Bécsben is nevet szerzett belsőépítész, Joseph Maria Olbrich adott jelentőséget, valamint a Münchenből meghívott festő-grafikus-tervező, Peter Behrens. A két művész versengése és annak termékei jellemzik alapvetően a Jugendstil helyi törekvéseit. Mindkét művész számos alkotása helyileg nem itteni, de összességében tevékenységük szellemisége mégis ide vonatkozik. A darmstadti tevékenységükkel együtt megemlítendő az is, hogy későbbi alkotásaik más-más művészeti stílustörekvés forrásai (lásd a nevek szócikkeiben).
- Kiemelkedő alkotók: Joseph Maria Olbrich, Peter Behrens, Friedrich Pützer, Paul Bürck
- Kiemelkedő alkotások: Olbrich: dekoratív művészek háza (1908), bejárati pavilon, lelkészház (1903-4), esküvői torony (1905-8) (Mathildenhöhe, 1903), Ernst Ludwig-ház, sajátház 1903, Christiansen-ház (1901), Habich-ház (1901), Glückert-házak (1901)., Opel Művek munkásházai (1907-8), Düsseldorf: Tietz-áruház (1907-8), Bázel: főpályaudvar (19013), Bécs: Secession, stb., Peter Behrens: Saját-ház (1901), lakberendezési és háztartási eszközök (1903), , Hamburg, kiállítási csarnok (1902), asztali lámpa (1902), később, máshol: Turbinacsarnok, asztali lámpák, berend. tárgyak, étkészletek, stb. Friedrich Pützer: Darmstadt: főpályaudvar (1910)
- Weimar
- Kiemelkedő alkotások
- Kiemelkedő alkotók

### Spanyolország (szóhasználat: modernismo)
- Barcelona (szóhasználat: modernisme)
- Valencia
- Kiemelkedő alkotások
- és alkotók

### Finnország
- Helsinki
- Kiemelkedő alkotások
- és alkotók

### Lettország (szóhasználat többnyire: szecesszio, de jugendstil is)
- Riga:

Rigában ..."a 20. század első évtizedében évente átlagosan négyszáz új épületet emeltek, ezek közt jelentős számban voltak a szecessziós épületek.
-- Szecessziós építészet (részletesen lásd: Riga szecessziós építészete és képzőművészete) Riga történelmi városközpontja (világörökségi helyszín) "Az UNESCO értékelése szerint a világ legnagyszerűbb szecessziós épületegyüttese Rigában van. Az európai városok közül Riga az a város, ahol arányaiban talán a legtöbb, nagyjából nyolcszáz szecessziós épület található, többségük a belvárosban. 
Az építészettörténészek Riga építészetének ezt az alig több mint negyed századig tartó periódusát négy szakaszra osztják:
- a korai eklektikus stílus
- a nemzeti romantika időszaka
- a vertikális stílus
- a neoklasszikus (art nouveau) korszak -ra.

-- Szecessziós díszítőművészet: a szecesszió díszítőmotívumai a századfordulón 
jelentek meg Rigában, elsősorban osztrák és német mintát követve, asztrológiai, állat- és allegorikus motívumokkal.
-- Szecessziós festészet: "A szecesszió a helyi festőművészekre is nagy hatást gyakorolt, többek között Janis Rozentals, Johann Walter-Kurau, Rudolfs Perle és Peteris Krastins művészetére.
-- Az iparművészek közül a legjelentősebb Jūlijs Madernieks.
A rigai városi tanács kezdeményezésére 2006-ban létrehozták a  Rigai Jugendstil Központ-ot, melynek feladata a szecessziós építészeti, képzőművészeti, iparművészeti és kézműves alkotások megőrzése és népszerűsítése, a turizmus fejlesztése, a nemzeti értékek ápolása.
- Kiemelkedő alkotások lásd: Riga szecessziós építészete és képzőművészete)
- Kiemelkedő alkotók lásd:Riga szecessziós építészete és képzőművészete)

### Az Osztrák–Magyar Monarchia (szóhasználat: secession)
Jellegzetes társadalmi és tradíciós körülmények
Lásd részletesen: Szecesszió
- Bécs (Wien), a birodalom
- Brünn, Prága, Cseh-, Szlovákia : Sece, Secis
- Bukarest, Románia
- Szerb–horvát–szlovén régió
- (Magyarországot külön) (szóhasználat: szecesszió)
- Kiemelkedő alkotók
- Kiemelkedő alkotások

## Külső hivatkozások
- Art nouveau, Encyclopaedia Britannica
- Sulinet – A század első felének művészete – szimbolizmus és szecesszió
- lartnouveau.com (francais-english-deutsch)
- Réseau Art Nouveau Network
- Art Nouveau worldwide
- Art Nouveau in Poland
- The Vienna Secession Home
- Metropolitan Museum of Art szecessziós gyűjteménye
- art1900.info – Art & Architecture about 1900 in Central Europe